# NHi Orion (H-32)
O Navio Hidrográfico Orion - H 32, é o segundo navio da Marinha do Brasil a ostentar esse nome em homenagem a constelação equatorial. Foi construído pelo AMRJ - Arsenal de Marinha do Rio de Janeiro, Ilha das Cobras, Rio de Janeiro. Teve sua quilha batida em 13 de dezembro de 1955, foi lançado ao mar em 5 de fevereiro de 1958 e foi incorporado em 11 de junho de 1959, em cerimônia realizada no cais da Doca 11 de junho, que contou com a presença do Presidente da República Juscelino Kubitschek de Oliveira. Naquela ocasião, assumiu o comando o Capitão-de-Corveta Carlos Alberto Ferreira Gomes. Pertenceu a Classe Argus.
Houve nesta data (11 de junho de 1959) a apresentação e distribuição entre as autoridades presentes, de uma moeda chamada NHI-ORION, o intuito da distribuição destas moedas, supostamente seria a troca da moeda nacional que era o Cruzeiro Velho (1942–1967), moeda que vigorou durante o período compreendido entre 1 de novembro de 1942 a 12 de fevereiro de 1967, quando por conta da alta da inflação ocorrida em especial nos anos 50 e 60, houve a necessidade de readequar para haver uma contabilidade mais adequada das somas.
O NHI-ORION seria a moeda que substituiria o CRUZEIRO VELHO, fato que não aconteceu e não conta esta pretensão em livros de historias.